# Guli Danda
Guli Danda (Urdu/Hindi) ist ein dem Cricket verwandtes Spiel, das auf den indischen Subkontinent zurückgeht und heute noch von Kindern praktiziert wird, die sich keinen Cricketschläger leisten können. 
Man spielt es mit der Guli, einem an beiden Seiten zugespitzten kleinen Stück Holz und dem Danda, einem Holzstock. Dazu wird ein kleines Loch im Boden hergestellt, worüber quer die Guli gelegt wird. Das Ziel ist es, die Guli mit Hilfe des Danda geschickt zu treffen, von unten nach oben zu befördern und dann aus ausreichender Höhe aus ganzer Kraft so weit wie möglich zu schlagen. Sieger ist derjenige, der es schafft, die Guli am weitesten zu befördern.